# Iwan Zamczewski
Iwan Konstantinowicz Zamczewski ros. Иван Константинович Замчевский (ur. 21 kwietnia?/4 maja 1909 w Moskwie, zm. 14 maja 1979 tamże) – radziecki wojskowy i polityk, generał pułkownik służby inżynieryjnej, zastępca ministra spraw zagranicznych ZSRR (1960-1961).

## Życiorys
W latach 1927–1929 służył w Armii Czerwonej, w 1929 przyjęty do WKP(b), 1929-1931 inżynier konstruktor w fabryce „Sierp i mołot”, 1932-1933 sekretarz partyjnego komitetu fabrycznego. W latach 1934–1935 zastępca ludowego komisarza przemysłu ciężkiego, od 1935 pracownik Komisji Kontroli Partyjnej KC WKP(b), 1936-1938 kierownik sekretariatu zastępcy przewodniczącego Rady Komisarzy Ludowych Gruzińskiej SRR Władimira Diekanozowa, a 1939-1941 kierował sekretariatem zastępczyni przewodniczącego Rady Komisarzy Ludowych ZSRR Rozalii Załkind-Ziemlaczki. W 1936 ukończył Moskiewski Instytut Lotniczy, a 945-1946 był słuchaczem Wyższej Szkoły Organizatorów Partyjnych przy KC WKP(b). 1941 partyjny organizator w remontowym zakładzie zbrojeniowym nr 12 Frontu Zakaukaskiego, 1942-1946 kierownik Wydziału Obrony KC WKP(b), 1946-1949 zastępca kierownika Wydziału Organów Partyjnych, Związkowych i Komsomolskich KC WKP(b), 1949 zastępca kierownika Wydziału Budowy Maszyn Miejskiego Komitetu WKP(b) w Leningradzie, od 1949 do listopada 1953 sekretarz Kirowskiego Rejonowego Komitetu WKP(b)/KPZR w Leningradzie. Od 25 listopada 1953 do 27 lipca 1956 I sekretarz Komitetu Miejskiego KPZR w Leningradzie. Od 25 lutego 1956 do 17 października 1961 zastępca członka KC KPZR, od lipca 1956 do 1 października 1957 kierownik V Europejskiego Wydziału i członek Kolegium Ministerstwa Spraw Zagranicznych ZSRR, od 1 października 1957 do 27 listopada 1960 ambasador nadzwyczajny i pełnomocny ZSRR w Jugosławii. W latach 1960–1961 zastępca ministra spraw zagranicznych ZSRR, 1962-1970 przewodniczący Państwowego Komitetu Prasy ZSRR, 1970-1975 zastępca kierownika Wydziału Międzynarodowej Informacji KC KPZR, następnie na emeryturze. W latach 1946–1956 deputowany do Rady Najwyższej ZSRR. Pochowany na cmentarzu Nowodziewiczym.

## Odznaczenia i nagrody
- Order Lenina (16 listopada 1955)
- Order Czerwonego Sztandaru Pracy (2 lipca 1951)
- Order Czerwonej Gwiazdy (8 września 1941)
- Order „Znak Honoru” (31 grudnia 1940)
- Krzyż Złoty Orderu Virtuti Militari (PRL, 20 grudnia 1962)